# Notiomys edwardsii
Notiomys edwardsii és una espècie de mamífer rosegador de la família dels cricètids. Viu al sud de l'Argentina i Xile. Els seus hàbitats naturals són les zones rocoses i les estepes. És una espècie en risc mínim, és a dir, no sembla que hi hagi cap amenaça significativa per a la seva supervivència.
L'espècie fou anomenada en honor del paleontòleg francès Alphonse Milne-Edwards.